# اول ماه مه خونین
اول ماه مه خونین (به ژاپنی: 血のメーデー事件، Chi no mēdē jiken)، اشاره به یک درگیری خشونت‌آمیز بین معترضان و افسران پلیس در باغ ملی کوکیو گاین مقابل کاخ امپراتوری توکیو در توکیو، ژاپن، در ۱ مه ۱۹۵۲ رخ داد. هنگامی که یک جمعیت بزرگ معترض به پیمان امنیت بین ایالات متحده و ژاپن از پراکنده شدن خودداری کردند، یک درگیری خونین بین معترضان و افسران پلیس رخ داد. در نهایت افسران پلیس به سوی جمعیت تیراندازی کردند و ۲ نفر را کشتند و ۲۲ نفر را با گلوله مجروح کردند.